# Герами, Ширин
Ширин Герами (перс. شیرین گرامی‎; род. 1988, Иран) — первая иранская триатлонистка, участвовавшая в чемпионате мира. 15 сентября 2013 года Герами участвовала в чемпионате по триатлону в Лондоне в полном исламском одеянии. Она разработала серию спортивной одежды, чтобы вдохновить других иранок заниматься спортом.

## Личная жизнь
Герами родилась в Иране и 11 лет прожила в Англии, посещала США и Ближний Восток. Она училась на A-level в Lancing College, а затем получила степень в области политики, философии и экономики в Даремском университете.

## Признание
В 2016 году Герами была выбрана одной из 100 женщин Би-би-си.

## Соревнования
- Чемпионат мира по триатлону, Лондон, Великобритания, 15 сентября 2013 года[2].
- Чемпионат мира Ironman, Кона, Гавайи, США, 9 октября 2016 года[5].